# Castello di Wiesbaden

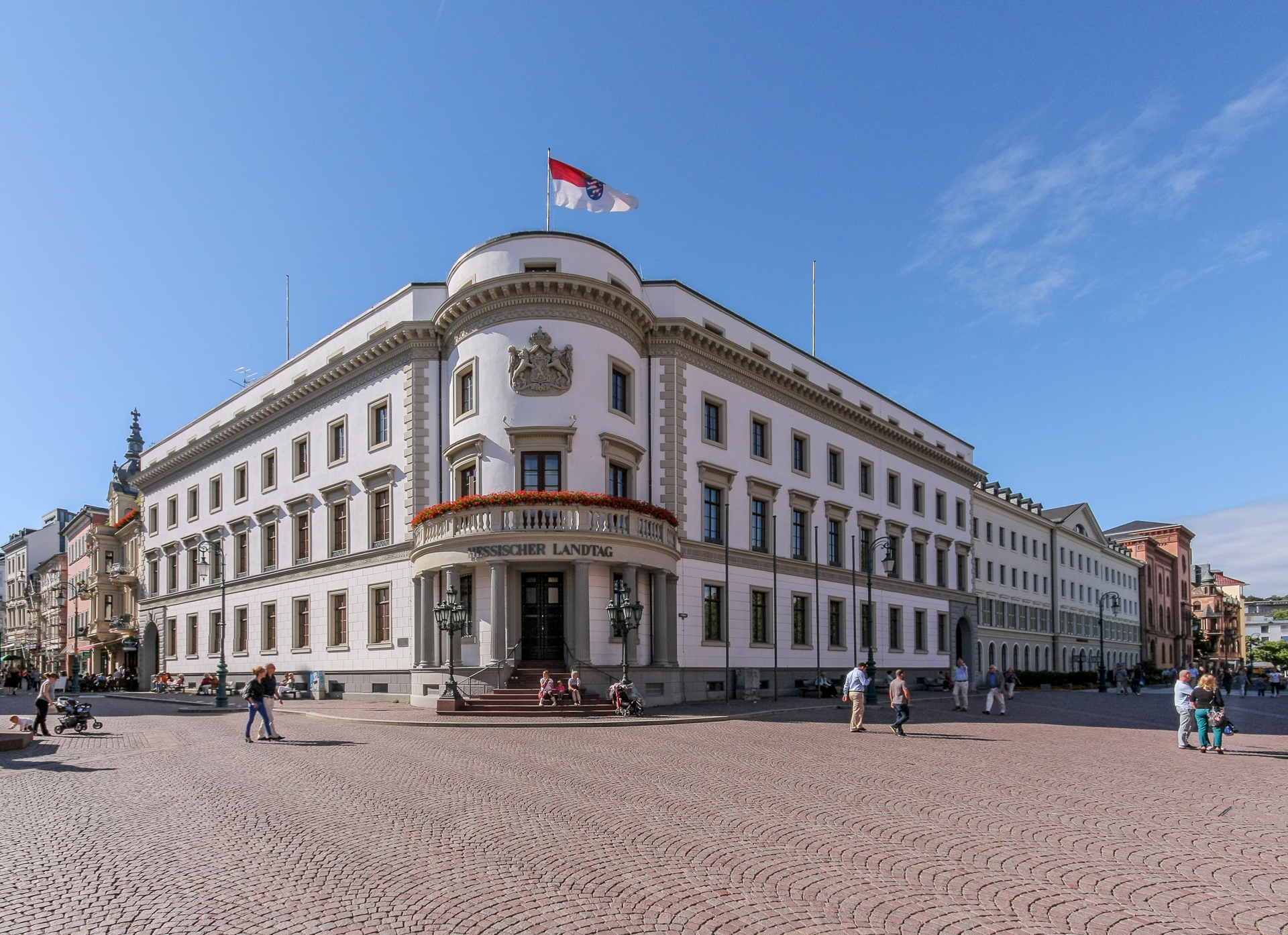
Vista del castello

Il castello di Wiesbaden è un palazzo di Wiesbaden ed attualmente è la sede del Parlamento assiano.